# Échelle de Hammett

Echelle de Hammett, avec à gauche (en rouge) les pH acides, et à droite (en bleu), les pH basiques.

L'échelle d'acidité de Hammett (aussi appelée fonction d'acidité de Hammett) est un graphique général permettant de positionner les uns vis-à-vis des autres les divers couples acido-basiques et les domaines d'activité des divers solvants utilisés en chimie inorganique. Elle s'avère très utile pour comparer les propriétés des divers solvants.

Deux solvants différents se différencient par leur permittivité diélectrique µr, et la variation de pKa (qui caractérise l'acidité) entre deux solvants de la solution obtenue ne dépend que de la variation de µr :
D(pKa) = k · D(1/µr)
Dans le diagramme de Hammett, on porte en abscisse 100·(1/µr) où µr est la permittivité du solvant i considéré, et en ordonnées le pKa du domaine d'activité du solvant. Le domaine d'activité est alors représenté par un segment de droite verticale de longueur proportionnelle à pKi.
L'origine de l'échelle des pKa choisie arbitrairement, correspond au couple H3O+/H2O dans l'eau.

La position de chaque solvant en ordonnées s'effectue en utilisant la propriété des couples HB+/B d'avoir un pKa indépendant de µr et d'être représentés par des horizontales. Leur valeur propre dans un solvant HS donné (en général NH4+/NH3) sert ensuite à retrouver l'origine des pKa dans ce solvant.